# Studienstiftung

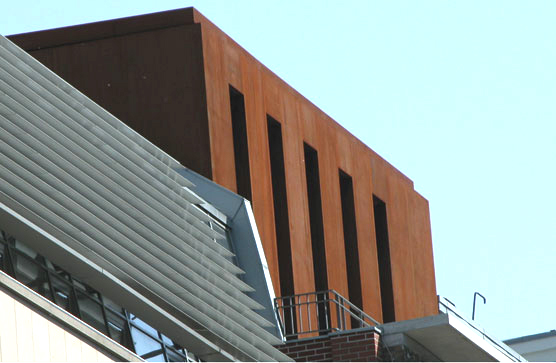
Duitse Academische Beursstichting, bijkantoor, Berlijn

De Duitse Academische Beursstichting (Duits: Studienstiftung des deutschen Volkes, of kortweg Studienstiftung) is de grootste en meest prestigieuze beursstichting van Duitsland. Volgens haar statuten ondersteunt zij "de universitaire opleiding van jonge mensen van wie mag worden verwacht dat zij vanwege hun uitzonderlijke academische of artistieke talenten en hun persoonlijkheid een uitzonderlijke bijdrage zullen leveren aan de samenleving als geheel". De Studienstiftung is niet-politiek, niet-confessioneel en ideologisch onafhankelijk. Het hoofdkantoor is gevestigd in Bonn; het heeft ook een kantoor in Berlijn. De huidige president is Michael Hoch, directeur van de Universiteit van Bonn, en zijn beschermheer (Schirmherr) is de president van Duitsland, Frank-Walter Steinmeier.
De Studienstiftung heeft, net als twaalf andere beurzenstichtingen (Begabtenförderungswerk), wordt gefinancierd door het Duitse federale ministerie van Onderwijs en Onderzoek, met geld van de federale overheid, de Duitse deelstaten en lokale autoriteiten, talrijke stichtingen en bedrijven, evenals talrijke particuliere donoren. In 2015 bedroeg het budget van de Studienstiftung ruim € 103 miljoen. Tussen 1925 en 2015 heeft het meer dan 65.000 studenten en promovendi ondersteund.